# Point de rupture (film, 1998)
Pour les articles homonymes, voir Break Up (homonymie) et Point de rupture.
Pour plus de détails, voir Fiche technique et Distribution.
Point de rupture (Break Up) est un film américain de Paul Marcus, sorti en 1998.

## Synopsis
Lorsqu'elle se réveille a l'hôpital après une querelle conjugale, une malentendante est accusée d'avoir tué son mari  

## Fiche technique
- Titre : Point de rupture
- Titre original : Break Up
- Réalisation : Paul Marcus
- Scénario : Anne Amanda Opotowsky
- Musique : Laura Karpman
- Photographie : Hubert Taczanowski
- Montage : Arthur Coburn (de)
- Production : Jonas Goodman, Harvey Kahn et Elie Samaha
- Société de production : Front Street Pictures et Millennium Films
- Pays :  Canada et  États-Unis
- Genre : Thriller
- Durée : 100 minutes
- Dates de sortie : 
  -  Italie : 21 août 1998

## Distribution
- Bridget Fonda : Jimmy Dade
- Kiefer Sutherland : l'officier John Box
- Hart Bochner : Frankie Dade
- Steven Weber : l'officier Andrew Ramsey
- Penelope Ann Miller : Grace
- Tippi Hedren : la mère
- Leslie Stefanson : Shelly
- Mike Hagerty : George
- Tom Harrison : Nan